# Yak-14 (航空機)
ヤコヴレフ Yak-14
- 用途：輸送機
- 分類：軍用グライダー
- 製造者：ヤコヴレフ設計局
- 運用者：ソ連空軍、チェコスロバキア空軍
- 初飛行：1948年
- 生産数：413機
- 運用開始：1950年

ヤコヴレフ Yak-14（Yakovlev Yak-14、NATOコードネーム: "Mare", ロシア語: Як-14）は、ソ連空軍に就役した中でも最大の強襲グライダーである。本機は1949年に導入されたが、この時点で他国の空軍はグライダーの運用方針を放棄していた。1950年にYak-14は北極点上空を飛行した最初のグライダーとなった。

## 設計と開発
第二次世界大戦中にソ連はグリボフスキ G-11、アントノフ A-7、 Kolesnikov-Tsybin KC-20といった車両、軽戦車、大砲を搭載不可能な小型のグライダーしか運用していなかった。戦後になってようやくソ連の航空技術者に重量物や嵩張る貨物を搭載可能な中型グライダーを開発するようにという命令が出された。1948年にソ連空軍は、VDV （Vozdushnodesantnyye Voyska - 空挺兵部隊）が必要とする対戦車砲や野砲をその操作員と牽引車両と共に、又は兵員35名までを運搬可能なペイロード 3,500キログラム (7,700 lb)の大型強襲グライダーの要求仕様を発行した。ヤコヴレフ設計局はこのような大型機の設計には比較的経験が浅かったにもかかわらず、この要求に合致する航空機を設計するように指示された。
ヤコヴレフが設計したYak-14は高翼単葉機であり、長方形断面の胴体は鋼管とジュラルミン製の構造材を羽布で覆っていた。貨物の積み下ろしを助けるために機首部は右側へ、機尾部は左側へ折れて開き、2名のパイロットは胴体上部の左側に偏った閉鎖式コックピットの中で並列に座った。パイロットは曳航機の送信機で作動するディスプレイにより雲中飛行時に曳航機と自機の相対位置を知ることができた。主翼はジュラルミンと羽布製で、片側1本ずつの支柱により胴体と繋げられていた。主翼後縁には大型のスロッテッドフラップを備え、固定の首輪式降着装置は空気ばね式ショックアブソーバーから空気を抜くことでニーリング姿勢にすることが可能であった。低められた地上高により貨物の積み下ろしが容易となり、短距離で着陸するために胴体下面に備えた橇を使用することもできた。

### テスト
試作初号機は1948年6月にオムスク近郊のMedvyezhe Ozeroで初飛行を行った。当局のテストの結果、背面への大型フィンや着陸制動距離短縮のためのスポイラーの追加といった数多くの設計変更が加えられる一方で、グライダーのペイロードはASU-57 突撃砲が運搬できるように増加された。1949年8月から9月にかけての領収試験に合格するとYak-14は同年遅くから量産に入った。
幾らかのYak-14はチカロフスクで生産されたが、大多数はロストフ・ナ・ドヌで生産された。各型合計で413機が生産された。

## 運用の歴史
Yak-14は、大きな貨物を分解することなくソ連の遠隔地へ空輸できる唯一の手段として1950年代のソ連では重要な役割を果たした。通常の曳航機としてはイリューシン Il-12が使用された。
1機のYak-14が1950年に北極点上空を飛行した。このグライダーの多様性を示すもう一つの事例は1954年3月に4機のYak-14が北極海を漂う海氷上の流氷基地まで大型ブルドーザーや補給品を搭載して長距離飛行を行った。3月10日にトゥーラを離陸し、途中オムスク、クラスノヤルスク、シュミット岬、極東の樺太島と数か所を経由して4月初めに厳寒期のSP-4基地へ到達した。
1950年代初めに数機がチェコスロバキアへ供給されてNK-14の名称で使用された。
ソ連空軍の輸送グライダーは、1950年代終わりにアントノフ An-24やAn-12といったターボプロップエンジンの輸送機が就役すると徐々に退役していった。

## 派生型
Yak-14
基本量産型
Yak-14M
1951年から生産されたペイロード増加型
NK-14 （Nakladni kluzak - 貨物グライダー）
チェコスロバキア向け輸出型のYak-14

## 運用
チェコスロバキア
- チェコスロバキア空軍

 ソビエト連邦
- ソ連空軍

## 要目 (Yak-14)
出典: Yakovlev Aircraft since 1924
諸元
- 乗員: 2
- 全長: 18.44 m （60 ft 6 in）
- 全高:
- 翼幅: 26.17 m（85 ft 10 in）
- 翼面積: 83.35 m2 （897.2ft2）
- 空虚重量: 3,082 kg （6,795 lb）
- 運用時重量: 6,750 kg （14,881 lb）
- 有効搭載量: kg （lb）
- 最大離陸重量: kg （lb）
- 動力:  、kW （hp）   ×

性能
- 超過禁止速度: km/h （kt）
- 最大速度: 300 km/h（最大曳航速度） （162kt） 186 mph
- 巡航速度: 145 km/h（最適曳航速度） （78 kt） 90 mph
- 失速速度: km/h （kt）
- フェリー飛行時航続距離: km （海里）
- 航続距離: km （海里） miles
- 実用上昇限度: m （ft）
- 上昇率: m/min （ft/s）
- 離陸滑走距離: m （ft）
- 着陸滑走距離: m （ft）
- 翼面荷重: kg/m2 （lb/ft2）
- 馬力荷重（プロペラ）: kW/kg （hp/lb）